# Доктор Вотсон
Доктор Џон Хемиш Вотсон (енгл. Dr. John Hamish Watson) је измишљени лик из серије криминалистичких романа британског писца Артура Конана Дојла. У романима је био помоћник Шерлока Холмса. Рођен је 7. августа 1852. године.

## Позадина и опис
У књизи Црвена нит (1887), Вотсон, као приповједач описује његов сусрет са Шерлоком Холмсом и то како су дијелили собу у Улици Бејкер 221б, како је истраживао Холмсово занимање и то како је придобио Холмсово повјерење и придружио му се у њиховом првом случају. Вотсон описује Холмсове поступке детаљно, но пре романтично за Холмсов укус. 
У Знаку четворице Вотсон упознаје Мери Морстан, која му касније постаје жена, но била је несигурна у њега и једно вријеме га је звала „Џејмс“. То можда значи надимак за његово непознато средње име које гласи „Хемиш“. Мери то понавља (или Дојл грешком) у причи „Човек са искривљеном усном”.
Вотсон је медицински службеник. Служио је у Авганистану, но након повреде је престао.